# Joshua King
Pour les articles homonymes, voir Joshua King (football) et King.
Joshua King (16 janvier 1798 - 1er septembre 1857) est un mathématicien britannique. Il est président du Queens' College et titulaire de la Chaire de professeur lucasien de mathématiques de l'université de Cambridge.